# Howard Jones (Musiker, 1955)

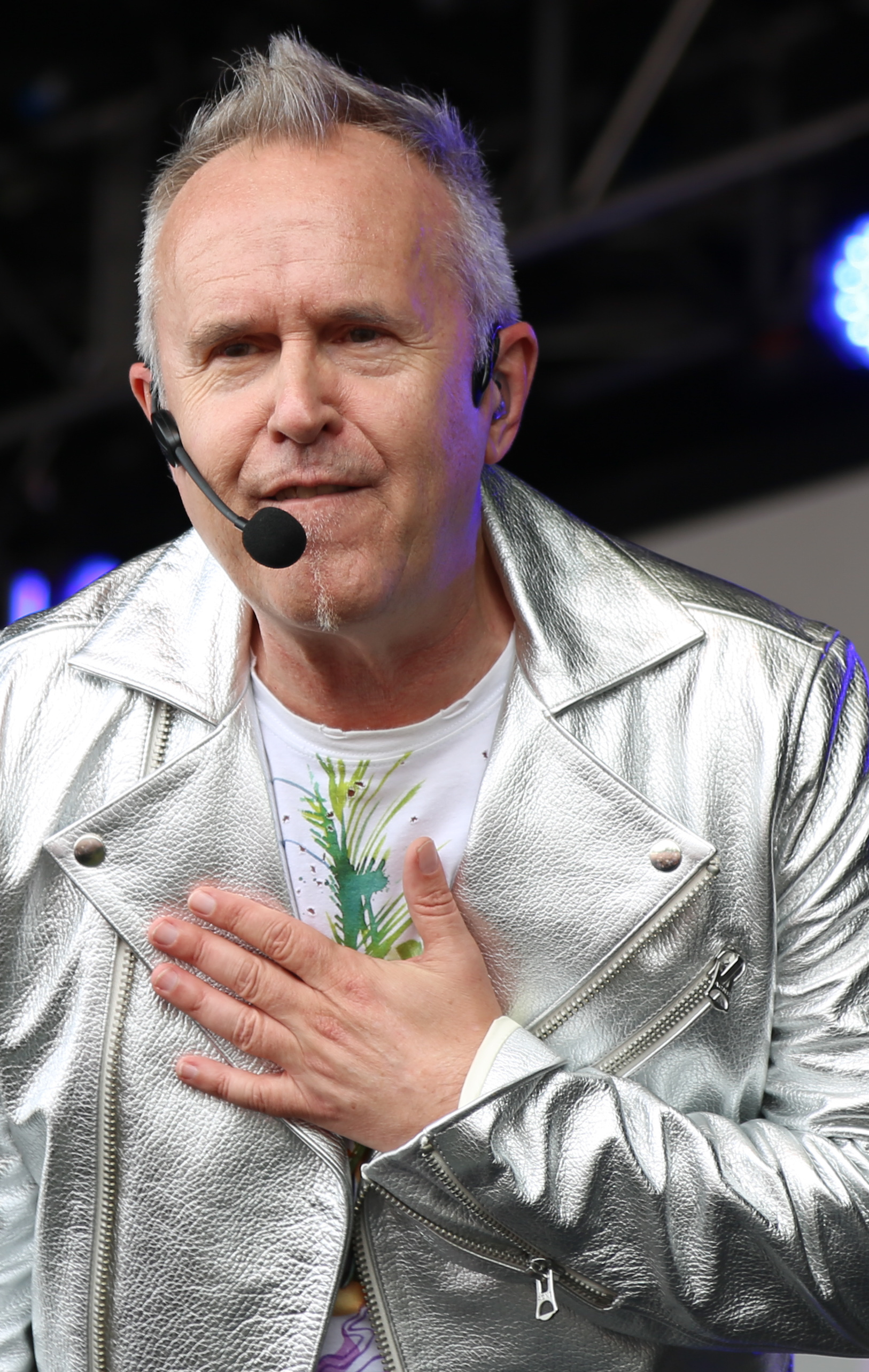
Howard Jones (2015)

John Howard Jones (* 23. Februar 1955 in Southampton, England) ist ein britischer Sänger und Musiker.

## Leben
Howard Jones ist das älteste von vier Geschwistern einer walisischen Familie. Ab dem siebten Lebensjahr begann er Klavier zu spielen. Später schrieb er sich an der Royal Northern College of Music in Manchester für das Studium des klassischen Pianos ein. Um seine Studiengebühren zu bezahlen, verdiente er sich mit Nachtschichten bei dem Radiosender Picadilly Radio Geld. Er spielte alle 20 Minuten zwischen Mitternacht und sechs Uhr morgens ein Musikstück seiner Wahl auf dem Synthesizer. Zwar sollten alle Sessions ausschließlich instrumental sein, Jones sang aber auch hin und wieder.
Nachdem er sein Studium am Musik-College abgebrochen hatte, gründete Jones mit seiner späteren Ehefrau Jan Smith einen kleinen fahrbaren Gemüsehandel in High Wycombe. In dieser Zeit hatten sie mit ihrem Stand einen Unfall, bei dem ein anderer Wagen in ihren fuhr. Obwohl Smith sich nur leicht verletzte, überredete Jones sie, Schmerzensgeld zu verlangen. Von diesem Geld kaufte sich Jones einen Synthesizer. Anstatt eines Moog Prodigy wurden irrtümlicherweise zwei angeliefert. Das zweite Gerät bezahlte er aus eigener Tasche und gewöhnte sich schnell daran, beide miteinander zu kombinieren. Howard Jones begann Anfang der 1980er Jahre, in kleinen Bars und Kneipen zu spielen und nutzte dabei die technischen Möglichkeiten, um seine Musik unabhängig von einer Band zu produzieren und aufzuführen. Seine drei Brüder betrieben zu dieser Zeit in London eine Band namens Red Beat.
1983 spielte Jones ein 24-Spur-Demo ein und verschickte es an diverse Plattenfirmen. WEA Records nahm ihn für Europa unter Vertrag. Im September 1983 erschien sein erstes Stück New Song und im November What Is Love?. Das Video zu What Is Love? wurde 1983 in Paris gedreht.
Das erste Album Human’s Lib verkaufte sich sehr gut (Nr. 1 in Großbritannien). Es folgten Hits wie Hide and Seek, Pearl in the Shell und Like to Get to Know You Well.
Jones präsentierte sich auf der Human’s-Lib-Welttournee mit einer One-Man-Show, bestehend aus ihm selbst und einer ganzen Bastion von Synthesizern, Sequenzern und Drumcomputern wie dem Roland Jupiter 8, dem Roland TR808, dem Moog Prodigy oder dem Yamaha DX7. Unterstützt wurde er dabei von dem Pantomimen Jed Hoile, der für die visuelle Präsentation sorgte.
Ein Jahr nach Human’s Lib erschien im Frühjahr 1985 das zweite Studioalbum Dream into Action. Dieses Album wurde, wie bereits Human’s Lib, von Rupert Hine produziert. Es konnte in Großbritannien an die Erfolge des ersten Albums anschließen. In den USA schafft er mit dem Album den großen Durchbruch. Dies gelang mit der Unterstützung von Phil Collins, der mit ihm No One Is to Blame neu aufnahm und Platz 4 in den US-Charts erreichte. Weitere Singles waren Things Can Only Get Better, Look Mama und Life in One Day. Am 13. Juli 1985 trat Jones beim Live Aid Konzert auf.
Das Album One to One veröffentlichte Howard Jones im Herbst 1986. Es wurde von Arif Mardin produziert und war auf den US-Markt ausgerichtet. Es konnte nicht ganz an die großen Erfolge der ersten beiden Alben anknüpfen. Das Video zur ersten Single You Know I love You … Don’t You? erinnerte an das a-ha-Video Take On Me, allerdings waren hier die Zeichnungen farbig. Das Video erhielt eine Grammy-Nominierung. One to One selbst erreichte in Großbritannien Platz 10 der Albumcharts.
Nach einer weiteren Welttournee nahm sich Jones eine Auszeit und meldete sich erst im April 1989 mit Cross That Line zurück, das seine Abkehr von der Elektronik bereits ankündigte und viele eher klassisch instrumentierte Titel enthält. In Europa blieb das Album relativ unbeachtet, in den USA erreicht Everlasting Love eine hohe Chartplatzierung.
1992 erschien das Album In the Running. Bei nahezu allen Liedern steht das Klavier im Vordergrund. Zwar enthielt es mit Lift Me Up einen weiteren Top-10-Hit in den USA, trotzdem verlängert WEA Records den Vertrag mit dem Musiker nicht. 1993 erscheint ein Best Of als letzte Veröffentlichung bei dem Major-Label.
Im selben Jahr gründete Jones sein eigenes Plattenlabel DTOX und veröffentlichte im August 1993 Working in the Backroom. Verkauft wird das Album bis heute lediglich auf Konzerten und über den Online-Shop seiner Webseite. 1993 präsentiert Howard Jones das Album mit einer Rückkehr zu seiner alten One-Man-Show-Idee, die auf der Bühne nur ihn selbst umringt von Computern und Synthesizern zeigt.
Nach den Bandausflügen kehrt Jones im Jahr 2002 wieder zu seinen Anfängen und somit zu seinen Wurzeln in der Elektronik zurück. Zusammen mit dem Gitarristen Robin Boult und dem Dance-Producer Robbie Bronniman tourt er mit der Peaceful Tour durch Großbritannien. Die Zuschauer konnten "ihr" Konzert am Hallenausgang gleich auf CD mitnehmen. Die besten Mitschnitte erschienen auf dem Album The Peaceful Tour Live, das in erster Linie runderneuerte Versionen der Jones-Klassiker enthält.
Zum ersten Mal veröffentlicht der Brite 2003 ein Album, das lediglich Klavier-Soli enthält, die er für Freunde geschrieben hat. Piano Solos for Friends and Loved Ones ist lediglich auf Konzerten, über den DTOX-Webshop und bei iTunes erhältlich. Im Jahr 2007 war ein zweites Album mit akustischen Pianostücken erhältlich.
Warner veröffentlichte 2003 The Very Best Of.
Das Jahr 2003 markiert auch das zwanzigjährige Bühnenjubiläum von Howard Jones, das er mit einem ausverkauften Konzert im Shepards Bush Empire in London feiert. Das Konzert ist mittlerweile auf einer Doppel-DVD erhältlich.
Im September 2005 erscheint das lang erwartete Album Revolution of the Heart, das Jones wiederum in seiner elektronischen Umgebung zeigt. Mit Just Look at You Now enthält es ein Lied, das in Schweden bereits hohe Chartplatzierungen erreichen konnte. Jones tourt im Jahr 2005 vornehmlich in Großbritannien und in den USA.
2006 wurde sein Hit Things Can Only Get Better von der Gruppe The Disco Boys gecovert. Stilrichtung dieser Version ist House. Außerdem nahm Jones das Lied für die Videospielserie The Sims nochmals auf.
In seiner Karriere hat Howard Jones mit zahlreichen anderen Musikern zusammengearbeitet, wie z. B. Nick Beggs, Midge Ure, Robin Boult, Kevin Wilkinson, Ringo Starr, Nena, Juliane Werding oder Phil Collins.
Im Juni 2006 fand eine Deutschland-Tournee mit Howard Jones statt. Die Tour startete am 16. Juni in Köln und endete am 23. Juni in Mainz. Dazwischen besuchte er die Städte Dortmund, Bochum, Berlin, Magdeburg und Halle an der Saale.
2007 kam es zur Veröffentlichung einer Surround-Variante des Electronic-Albums Revolution of the Heart sowie dem zweiten Klavieralbum des Künstlers. Jones tourte mit akustischen Auftritten durch die Vereinigten Staaten, Großbritannien und Australien und stellte dabei auch neue Stücke vor.
Im November 2009 erschien das neue Album Ordinary Heroes, von dem es auch eine limitierte Fassung mit 2 CDs gab, für die die enthaltenen Lieder nochmals als Orchesterversion aufgenommen wurden.
Howard Jones lebt heute mit seiner Frau Jan und seinen drei Kindern im englischen Somerset. Er bekennt sich zum Buddhismus und ist aktiver Anhänger der neuen religiösen Bewegung Sōka Gakkai.

## Diskografie
Studioalben

| Jahr | Titel             | Höchstplatzierung, Gesamtwochen, AuszeichnungChartplatzierungen (Jahr, Titel, Platzierungen, Wochen, Auszeichnungen, Anmerkungen) | Höchstplatzierung, Gesamtwochen, AuszeichnungChartplatzierungen (Jahr, Titel, Platzierungen, Wochen, Auszeichnungen, Anmerkungen) | Höchstplatzierung, Gesamtwochen, AuszeichnungChartplatzierungen (Jahr, Titel, Platzierungen, Wochen, Auszeichnungen, Anmerkungen) | Höchstplatzierung, Gesamtwochen, AuszeichnungChartplatzierungen (Jahr, Titel, Platzierungen, Wochen, Auszeichnungen, Anmerkungen) | Höchstplatzierung, Gesamtwochen, AuszeichnungChartplatzierungen (Jahr, Titel, Platzierungen, Wochen, Auszeichnungen, Anmerkungen) | Anmerkungen                                                                                           |
| Jahr | Titel             | DE | CH | UK | US | R&B | Anmerkungen                                                                                           |
| ---- | ----------------- | --- | --- | --- | --- | --- | --- |
| 1984 | Human’s Lib       | DE8 (25 Wo.)DE | CH12 (12 Wo.)CH | UK1 ×2Doppelplatin · (57 Wo.)UK                                                                                                   | US59 (43 Wo.)US | — | Erstveröffentlichung: 5. März 1984 Produzenten: Colin Thurston, Rupert Hine                           |
| 1984 | The 12″ Album     | DE49 (4 Wo.)DE | — | UK15 Gold · (33 Wo.)UK | — | — | Erstveröffentlichung: 25. November 1984 Remixalbum; Produzent: Rupert Hine                            |
| 1985 | Dream into Action | DE20 (19 Wo.)DE | CH19 (8 Wo.)CH | UK2 Gold · (25 Wo.)UK | US10 (… Wo.)US | R&B65 (9 Wo.)R&B | Erstveröffentlichung: 11. März 1985 Produzent: Rupert Hine                                            |
| 1986 | One to One        | — | — | UK10 Gold · (4 Wo.)UK | — | — | Erstveröffentlichung: 13. Oktober 1986 Produzent: Arif Mardin                                         |
| 1989 | Cross That Line   | — | — | UK64 (1 Wo.)UK | — | — | Erstveröffentlichung: 20. März 1989 Produzenten: Howard Jones, Chris Hughes, Ian Stanley, Ross Cullum |
| 2019 | Transform         | — | — | UK49 (1 Wo.)UK | — | — | Erstveröffentlichung: 10. Mai 2019 Produzenten: Howard Jones, BT, Robbie Bronnimann                   |

## Auszeichnungen
- 2000: RSH-Gold[2]